# August Borckmann

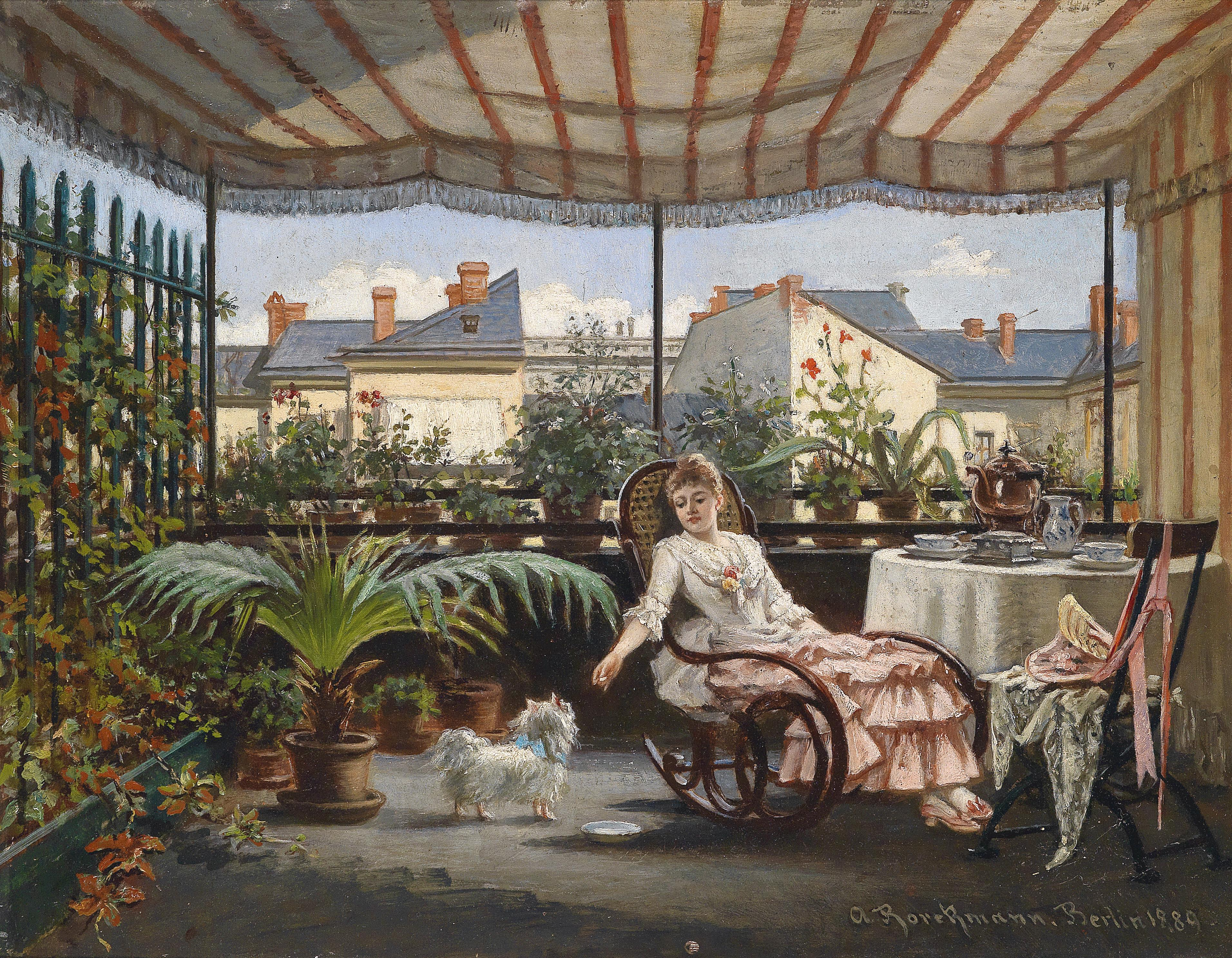
Teestunde auf der Veranda (1889)

August Borckmann (* 5. April 1827 in Berlin; † 9. Oktober 1890 ebenda) war ein deutscher Maler, der vor allem in Berlin tätig war und zeitweise auch in München lebte.
Borckmann studierte Malerei an der Königlich Preußischen Akademie der Künste in Berlin. Er war mit seinen Werken ab 1856 regelmäßig auf den Ausstellungen der Akademie vertreten. Borckmann galt als Darsteller der Pariser Haute Couture, der für seine geschichtlichen Genrebilder aus dem 18. Jahrhundert bekannt war.

## Werke (Auswahl)
- 1873: Goethe’s Ankunft in Sesenheim
- Mozart und Aloysia Weber, seine erste Liebe 1777
- 1878: Friedrich der Große erteilt Audienz in der kleinen Bildergalerie in Sanssouci
- 1879: Festtafel zu Ehren Mozarts im Hause Schikaneder (Öl)
- 1880: Im Frauengemach der Königin Sophie Charlotte
- 1881: Mozart und seine Schwester spielen vor der Kaiserin Maria Theresia